# Ryan Peniston
Ryan Peniston (nascido em 10 de novembro de 1995) é um tenista britânico, natural de Essex. Ele tem a melhor classificação mundial de simples, de posição 123, alcançada em julho de 2022, e de duplas na posição 384, alcançada no mesmo mês e ano.

## Vida pessoal
Ryan Harold Peniston nasceu em novembro de 1995, filho de Paul e Penny (nascido Gok). Tem dois irmãos mais velhos, Sam e Harry. Quando criança, Peniston sobreviveu ao rabdomiossarcoma, um câncer de tecido mole, e teve que fazer uma cirurgia para remover um tumor e quimioterapia. O câncer retardou seu crescimento, e ele era muito menor do que seus colegas de classe até os dezesseis anos. Aos treze, ele se mudou para Nice, França, para treinar na ISP Academy antes de ir para a faculdade aos dezoito. Formado pelo programa de tênis da Universidade de Memphis, ele integrou à equipe universitária da GB que conquistou a primeira medalha de ouro por equipes da nação no Master’U Championships.

## Carreira profissional

### 2020: Battle of the Brits (Batalha dos britânicos)
Durante a pandemia COVID-19 em 2020, Peniston participou do torneio 'Battle of the Brits' e se saiu bem, perdendo apenas nos tie-breaks do set final contra os jogadores do top-50 Dan Evans e Cameron Norrie.

### 2021: estreia nas duplas ATP
Peniston venceu a etapa de Heraklion do ITF Men's World Tennis Tour 2021 (abril-junho) em 30 de maio de 2021, cedendo apenas três jogos para Yuta Shimizu ao vencer a final em sets diretos e perdendo apenas um set em todo o torneio. Ele recebeu um wildcard para as chaves principais de simples e duplas do Nottingham Open 2021. Então recebeu um wildcard para a chave principal de duplas do Queen's Club Championships 2021, jogando ao lado de Liam Broady, e o sorteio classificatório no simples. Na primeira rodada das duplas, Peniston e Broady derrotaram Alexander Bublik e Nicholas Monroe em sets diretos. No qualifying simples, Peniston derrotou Marc-Andrea Hüsler antes de perder para o Aleksandar Vukic em 3 sets.

### 2022
Peniston fez sua estreia na chave principal de simples da ATP no Queen's Club Championships como um wildcard, onde ele surpreendeu o primeiro cabeça-de-chave e número 5 do mundo Casper Ruud em sets diretos para sua primeira vitória na ATP.
Ele também representou a Grã-Bretanha na Copa Davis em 2019.

### 2023
Peniston jogou a fase de qualificação para o quadro principal do torneio do Estoril Open na edição de 2023, em que saiu derrotado frente ao tenista português Henrique Rocha. 